# Кичевчани
Кичевчани (единствено число кичевчанец/кичевчанка, на албански: kërçovar или kërçovarë) са жителите на град Кичево, Северна Македония. Това е списък на най-известните от тях.

## Родени в Кичево
А – Б – В – Г – Д –
Е – Ж – З – И – Й –
К – Л – М – Н – О –
П – Р – С – Т – У –
Ф – Х – Ц – Ч – Ш –
Щ – Ю – Я

### А
- Александар Станковски (р. 26 януари 1959), художник от Северна Македония
- Ангел Бунгуров (1874 – 1949), български революционер
- Аце Спасеновски (р. 1969), политик от Северна Македония, министър на земеделието, горите и водите

### Б
- Борис Алексовски (1918 – 2002), югославски и македонски политик

### В
- Венедикт Янков Филипов (1884 – ?), завършил право в Загребския университет в 1907 година[1]
- Владо Таневски (1952 – 2008), журналист и сериен убиец
- Владимир Полежиноски (1913 – 1980), югославски и македонски политик
- Владимир Талески (р. 1959), актьор, режисьор и политик от Северна Македония
- Влатко Лозаноски - Лозано (р. 1985), певец

### Г
- Горан Стояноски (р. 1966), писател от Северна Македония
- Гоце Тодоровски (р. 1951), актьор от Северна Македония

### Д
- Даврен Руслан, арестуван през 1904 година, обвинен, че е „дръзнал да краде добитък по време на бунта“, осъден от Кичевския първостепен съд на 3 месеца, лежал в Кичевския затвор, амнистиран с общата амнистия от 12 април 1904 година[2]
- Дука Георгиева (1890 – ?), българска учителка, завършила Солунската българска девическа гимназия, в 1906 година с випуск XVI.[3] и славянска филология през 1918 година, в Софийския университет[4].

### И
- Илия Китаноски (р. 1959), политик от Северна Македония, депутат от ВМРО-ДПМНЕ
- Исмаил Емрулах, арестуван през 1904 година, обвинен, че е „дръзнал да краде добитък по време на бунта“, осъден от Кичевския първостепен съд на 3 месеца, лежал в Кичевския затвор, амнистиран с общата амнистия от 12 април 1904 година[2]

### К
- Косара Гочкова (р. 1932), детска писателка
- Крешник Бектеши (р. 1985), политик от Северна Македония
- Кръстю Спиров (1886 – 1937), главен касиер на БНБ, музикант[5]

### М
- Манасий Бабов (? – 1941), български революционер
- Методи Стършенов (? – ?), български просветен деец и общественик
- Милица Боева, българска революционерка
- Михо Михайловски (1915 – 2003), югославски партизанин и деец на НОВМ
- Младен Барбарич (р. 1953), сръбски и хърватски актьор

### Н
- Насте Бунгуров, български търговец, общественик и революционер, деец на ВМОРО
- Нико Буклевски (р. 15 октомври 1923), филмов деец от Югославия

### О
- Орце Йордев (р.1972), офицер, бригаден генерал от Северна Македония

### П
- Панчо Недев, родом от Горно Кичево, свещеник във Велешка епархия между 1874 и 1908 година[6]

### С
- Софрони Стършенов (1890 – 1960), български учен, лесовъд
- Стефан Атанасов (? - 1913), български революционер от ВМОРО
- Стоян Николов (1882 – ?), български революционер

### Т
- Томе Буклевски (1921 – 2018), политик от Социалистическа Република Македония
- Томе Момировски (1927 – 2012), писател и преводач от Република Македония

### Ф
- Фета Елмази, албански интелектуалец от СР Македония, репресиран в Социалистическа федеративна република Югославия заради отхвърлянето на македонизма и признаване на българската принадлежност на местното славянско население на Македония.[7]

### Я
- Якуб Селимовски (1946 – 2013), ислямски духовник
- Яне Веляноски (1925 – 2000), писател от Република Македония

## Опълченци от Кичево
- Ангел Цветков, IV опълченска дружина, умрял преди 1918 г.[8]
- Атанас Стоянов (около 1848 - ?), постъпил в III рота на I опълченска дружина на 19 май 1877 година, уволнен на 1 юли 1878 година, работи като хлебар в Шумен, София, Оряхово[9][10]
- Блаже Михайлов, IV опълченска дружина, умрял преди 1918 г.[8]
- Богдан Иванов, ІV опълченска дружина, умрял преди 1918 г.[11]
- Димитър Благоев, ІV опълченска дружина, умрял преди 1918 г.[11]
- Моисей Марков, родом от Кичевско, български опълченец, ІІI опълченска дружина, умрял преди 1918 г.[12]
- Никола Алексов, ІV опълченска дружина, умрял преди 1918 г. в Русе[11]
- Павел Стоянов, IV опълченска дружина, умрял преди 1918 г.[8]
- Петър Георгиев, ІV опълченска дружина, умрял преди 1918 г.[11]

## Други
- Богомил Стършенов (1926 – 1985), български пианист, по произход от Кичево
- Йоаким Кърчовски (ср. на XVIII век – около 1820), български книжовник, роден в Кичево или Кичевско